# Payena maingayi
Payena maingayi är en tvåhjärtbladig växtart som beskrevs av Charles Baron Clarke. Payena maingayi ingår i släktet Payena och familjen Sapotaceae. IUCN kategoriserar arten globalt som livskraftig. Inga underarter finns listade i Catalogue of Life.